# Cantonul Pontrieux
Cantonul Pontrieux este un canton din arondismentul Guingamp, departamentul Côtes-d'Armor, regiunea Bretania, Franța.

## Comune
- Brélidy
- Ploëzal
- Plouëc-du-Trieux
- Pontrieux (reședință)
- Runan
- Saint-Clet
- Saint-Gilles-les-Bois
- Quemper-Guézennec